# Cordon sanitaire (pays)
Pour les articles homonymes, voir Cordon sanitaire (homonymie).

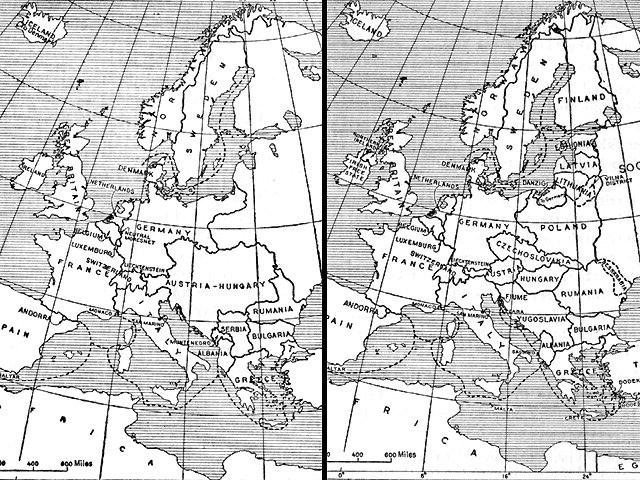
Europe 1914 et 1924

« Cordon sanitaire » est le nom donné aux pays créés à l'ouest de la Russie bolchevique (plus tard l'Union des républiques socialistes soviétiques) après la Première Guerre mondiale pour éviter de propager la révolution, d'inspiration bolchévique, dans le reste de l'Europe. Il est composé de la Finlande, des Pays baltes, de la Pologne et de la Roumanie.
Le terme a été utilisé par le ministre français des Affaires étrangères Stephen Pichon en mars 1919, évoquant ainsi la mission des troupes alliées en Russie, alors en pleine guerre civile entre les tsaristes (les « blancs ») et les « bolcheviques » (les rouges).